# قسمت میدم (امانه علیک)
این ترانه در فیلم عيني بترف اجرا شده است. بسیاری از آهنگسازان بزرگ عرب به‌بهانه سخیف بودن شعر این ترانه از آهنگسازی برای آن خودداری کرده بودند، اما کارم محمود خودش دست‌به‌کار ساختن آهنگ برای این شعر شد.
قسمت میدم ای شب که دراز شی، زندگی برگرده به اول
با یه عشق تازه و یک دل شاد، کاشکی باز عاشق بشم مثل اون اول
قسمت میدم قسم .. قسمت میدم قسم .. قسمت میدم من ای شب
واسه عاشقا دراز شو، بگو آفتاب درنیاد
زندگیِ عاشق آسون میگذره، وقت دیدار ولی نه
برای تو میخونم شب، واسه خاطر اونی که شب بیداره
شب‌ستاره‌ها میگن بازم بخون
قسمت میدم قسم .. قسمت میدم قسم .. قسمت میدم من ای شب
خیلی سال گذشته و من دست خالی، عشق و آرزوشو هی صدا زدم
من اونو می‌شناختم و به امیدش منتظر نشسته بودم
برای تو میخونم شب، واسه خاطر اونی که دلخوشه
شب‌ستاره‌ها میگن بازم بخون
قسمت میدم قسم .. قسمت میدم قسم .. قسمت میدم من ای شب
دلبر من مثل ماهه وقتی که شب در نمیاد، وعده‌هاشم مثل شاخه‌های افتاده می‌مونه
گونه‌هاش شبیه گلهای چمنزار، توی چشمهاش سحر و جادوهای زیبا
عشق من شب، ای عروس‌خانومِ شب
تو دراز شو واسه خاطر عروس دامادا شب
می‌خونم میگم که ای شب، اون میگه بازم بخون برام از اول
قسمت میدم قسم .. قسمت میدم قسم .. قسمت میدم من ای شب